# La Dernière Folie de grand-père
La Dernière Folie de grand-père (France) ou Le Vieil Homme et la Clé (Québec) (The Old Man and the Key) est le 13e épisode de la saison 13 de la série télévisée d'animation Les Simpson.

## Synopsis
Les Simpson reçoivent un appel disant qu'Abraham Simpson est décédé. La famille se rend sur place et apprend qu'il s'agissait d'une erreur; c'est un autre retraité qui est mort. Une nouvelle venue s'installe, c'est Olivia qu'Abraham va essayer de séduire. Mais pour cela il doit pouvoir conduire. Il commence à emprunter la voiture d'Homer, qui est bientôt contrarié de voir son père prendre sa voiture pour sortir. Abraham ne peut utiliser la voiture que pour aller à l'épicerie. Mais lorsqu'il gratte une carte à gratter, il tache un vieux chef de gang senior, qui le provoque en duel. Abraham gagne le duel mais démolit la voiture qu'il ne pourra plus utiliser, Olivia le quitte. Avec l'aide de Bart, il vole la voiture de Marge pour reconquérir Olivia. Ils arrivent à Branson, suivis par le reste de la famille, et Abraham Simpson se résout à quitter Olivia.